# 비치뉴
빅토르 비니시우스 코엘류 두스 산투스(포르투갈어: Victor Vinícius Coelho dos Santos, 1993년 10월 9일 ~ )는 비치뉴(포르투갈어: Vitinho)로 잘 알려진 브라질의 축구 선수로 포지션은 스트라이커, 공격형 미드필더이다.